# 韦庄
韦庄（836年—910年），字端己，京兆郡杜陵县（今陕西省西安市）人。晚唐至五代十国时期政治家、诗人、花間派詞人，曾任前蜀同平章事。与花间派词人溫庭筠合称「温韦」。

## 生平
广明元年（880年）韦庄在长安应举，黄巢攻占长安以后，与弟妹失散，浪跡天涯。中和三年（883年）三月，在洛阳寫有悼念黃巢之變的長篇樂府詩《秦妇吟》。昭宗乾宁元年（894年）进士，曾任校书郎、左补阙等职。乾宁四年（897年），李询为两川宣谕和协使，聘用他为判官。在四川時為王建掌書記，前蜀開國制度皆韦莊所定，官至吏部尚書、同平章事，武成三年（910年）八月，卒於成都花林坊。葬白沙之阳。谥文靖。
韦庄是唐朝花间派词人，词风清丽，與溫庭筠並稱“溫韋”。韦庄的弟弟韋藹所編之《浣花词》流传。《花間集》收四十八首。杨慎《升庵外集》评韦庄词“明白如画，蕴情深至”。况周颐《蕙风词话》称他“尤能运密如疏、寓浓于淡，花间群贤，殆鲜其匹”。近人王国维谓之“骨秀也”，评价更在温庭筠之上。

## 身世
韦庄出生关中郡姓首族京兆韦氏，但其世系有两种不同的说法。张唐英《蜀梼杌》、计有功《唐诗纪事》和尤袤《全唐诗话》记载韦庄是韦见素的后代，《新五代史》和《资治通鉴》则进一步指出韦庄是韦见素的孙子，按照这种说法，韦庄出自南皮公房。而根据《新唐书·宰相世系表》的记载，韦庄是韦应物的曾孙，属逍遥公房。夏承焘《韦端己年谱》认同《新唐书·宰相世系表》的记载，傅璇琮《唐才子传校笺》认同《蜀梼杌》等的记载，而聂安福《韦庄集笺注》采取折中的说法，认为《新五代史》和《新唐书》均为欧阳修所撰，似不应前后矛盾，“见素之孙”或许是指韦见素的裔孙，并非限指同一房系。任海天指出如果韦应物是韦庄的四世祖，韦庄在自己的诗文中不可能从不提及，这有悖于唐代文人喜好标榜先祖，乃至攀附权贵名流的心理及社会风气，同时代的文人也不曾提到韦庄有这样一位诗名显赫的曾祖；而且《新唐书·宰相世系表》谬误很多，所以韦庄应是韦见素的后人。曹丽芳也指出《新唐书·宰相世系表》谬误甚多，前人多有考证，其记载恐不如《蜀梼杌》等可靠，但出于无其它佐证，暂且存疑，并没有发表自己的见解。齐涛则提出了《新唐书·宰相世系表》中记载的韦庄祖父名撤，而《浣花集》卷二《雨霁晚眺》诗有“仍闻关外火，昨夜撤皇都”，没有避讳“撤”字，与唐代避家讳之风不合，除《新唐书》外，《新五代史》、《蜀梼杌》、《资治通鉴》都称韦庄为韦见素的后裔，据此两点似可定韦庄为韦见素的后裔，属南皮公房。